# Haemerosia vassilininei
Haemerosia vassilininei är en fjärilsart som beskrevs av Bang-haas 1912. Haemerosia vassilininei ingår i släktet Haemerosia och familjen nattflyn. Inga underarter finns listade i Catalogue of Life.